# ラーディカー・サラトクマール
ラーディカー・サラトクマール（Radhika Sarathkumar、1962年8月21日 - ）は、インドの女優。タミル語映画、テルグ語映画を中心にヒンディー語映画、カンナダ語映画、マラヤーラム語映画で活動しており、これまでに国家映画賞、ナンディ賞、タミル・ナードゥ州映画賞、フィルムフェア賞 南インド映画部門を受賞している。

## 生い立ち
父のM・R・ラーダーはチェンナイ出身のテルグ人で、母のギーターはスリランカ系タミル人である。また、妹のニローシャも女優として活動している。ラーディカーはインドで教育を受けた後にスリランカ・ロンドンに留学し、2001年に俳優のR・サラトクマールと結婚した。彼とは『Namma Annachi』『Surya Vamsam』で共演経験があり、結婚前から親しい友人だった。2004年に息子ラーフルを出産しており、1992年には前夫リチャード・ハーディーとの間に生まれた娘レイアン・ハーディーがいる。彼女は2016年8月28日にクリケット選手のアビマニュ・ミトゥンと結婚している。

## キャリア

### 女優
1978年にバーラティラージャの『Kizhakke Pogum Rail』で女優デビューし、1985年には『Meendum Oru Kaathal Kathai』をプロデュースしてインディラ・ガンディー賞 新人監督作品賞を受賞した。このほか、『Nyayam Kavali』でフィルムフェア賞 テルグ語映画部門主演女優賞、『Dharma Devathai』『Neethikku Thandanai』『Keladi Kannmanii』でフィルムフェア賞 タミル語映画部門主演女優賞を受賞している。
映画界で成功を収めた後はテレビドラマ製作に関心を示し、1994年にラーダーン・メディアワークスを設立している。その後は『Idi Katha Kadu』『Chithi』『Annamalai』『Selvi』『Arasi』『Chellamay』『Vani Rani』『Thamarai』『Chithi 2』などをプロデュースしたほか、『Jodi No.1』では審査員を務めた。

### 政治活動家
2006年タミル・ナードゥ州議会議員選挙を目前に控え、ラーディカーは夫サラトクマールと共に全インド・アンナー・ドラーヴィダ進歩党（AIADMK）に入党したが、10月18日に反党行為を理由に除名処分を受けている。その後、2007年にサラトクマールが結成した全インド平等人民党（AISMK）に参加して副書記長に就任し、2024年にAISMKがインド人民党（BJP）に合流するまで務めた。2024年インド総選挙ではBJP候補としてヴィルドゥナガル選挙区から出馬したが、インド国民会議（INC）のマニカム・タゴールに敗れ落選した。

## 受賞歴

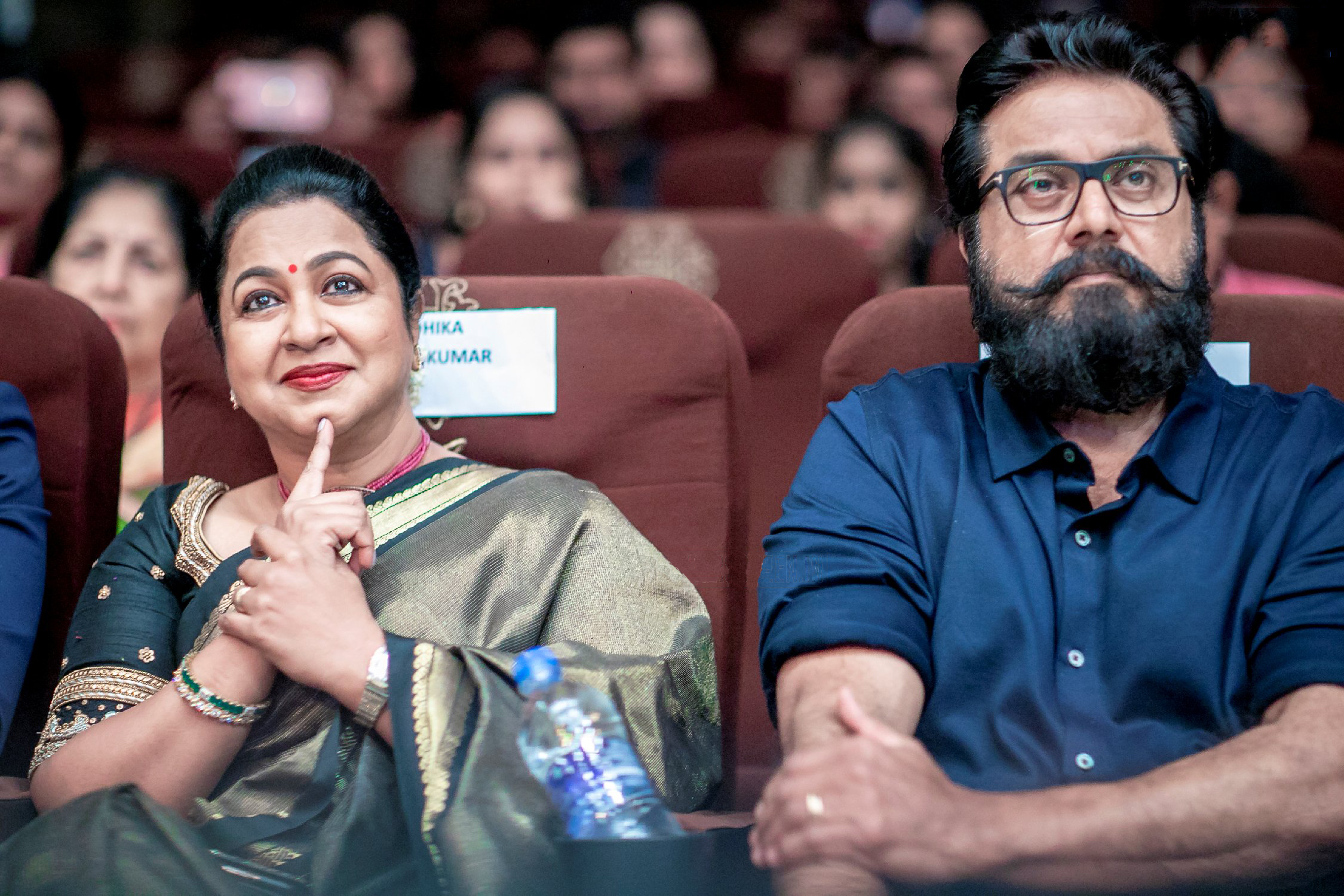
『Vaanam Kottattum』オーディオリリース・イベントに出席するラーディカー・サラトクマール、R・サラトクマール（2020年）

| 年                                | 部門                                    | 作品                            | 結果       | 出典          |
| 国家映画賞                        | 国家映画賞                              | 国家映画賞                      | 国家映画賞 | 国家映画賞    |
| --------------------------------- | --------------------------------------- | ------------------------------- | ---------- | ------------- |
| 1985年                            | インディラ・ガンディー賞 新人監督作品賞 | 『Meendum Oru Kaathal Kathai』  | 受賞       | [ 17 ]        |
| フィルムフェア賞 南インド映画部門 |                                         |                                 |            |               |
| 1979年                            | タミル語映画部門主演女優賞              | 『Kizhakke Pogum Rail』         | ノミネート |               |
| 1982年                            | テルグ語映画部門主演女優賞              | 『Nyayam Kavali』               | 受賞       | [ 18 ]        |
| 1983年                            | テルグ語映画部門主演女優賞              | 『Patnam Vachina Pativrathalu』 | ノミネート |               |
| 1984年                            | テルグ語映画部門主演女優賞              | 『Abhilasha』                   | ノミネート |               |
| 1987年                            | タミル語映画部門主演女優賞              | 『Dharma Devathai』             | 受賞       | [ 19 ] [ 20 ] |
| 1987年                            | テルグ語映画部門主演女優賞              | 『Swathi Muthyam』              | ノミネート | [ 19 ] [ 20 ] |
| 1988年                            | タミル語映画部門主演女優賞              | 『Neethikku Thandanai』         | 受賞       | [ 21 ]        |
| 1989年                            | タミル語映画部門主演女優賞              | 『Poonthotta Kaavalkaaran』     | ノミネート |               |
| 1990年                            | タミル語映画部門主演女優賞              | 『Thendral Sudum』              | ノミネート |               |
| 1991年                            | タミル語映画部門主演女優賞              | 『Keladi Kannmanii』            | 受賞       | [ 22 ]        |
| 1994年                            | タミル語映画部門主演女優賞              | 『Kizhakku Cheemayile』         | ノミネート |               |
| 1995年                            | テルグ語映画部門主演女優賞              | 『Palnati Pourusham』           | ノミネート |               |
| 1996年                            | タミル語映画部門主演女優賞              | 『Pasumpon』                    | ノミネート |               |
| 2015年                            | 生涯功労賞                              | N/A                             | 受賞       | [ 23 ]        |
| 2016年                            | タミル語映画部門助演女優賞              | 『Thanga Magan』                | ノミネート | [ 24 ]        |
| 2022年                            | タミル語映画部門助演女優賞              | 『Vaanam Kottattum』            | ノミネート |               |
| 2024年                            | タミル語映画部門助演女優賞              | 『Love Today』                  | ノミネート |               |
| 南インド国際映画賞                |                                         |                                 |            |               |
| 2016年                            | タミル語映画部門助演女優賞              | 『Thanga Magan』                | 受賞       | [ 25 ]        |
| 2017年                            | タミル語映画部門助演女優賞              | 『火花 Theri』                  | ノミネート |               |
| 2018年                            | テルグ語映画部門助演女優賞              | 『Raja the Great』              | ノミネート | [ 26 ]        |
| 2021年                            | タミル語映画部門助演女優賞              | 『Vaanam Kottattum』            | 受賞       |               |
| タミル・ナードゥ州映画賞          |                                         |                                 |            |               |
| 1988年                            | 特別賞                                  | 『Poonthotta Kaavalkaaran』     | 受賞       |               |
| 1989年                            | 主演女優賞                              | 『Ninaivu Chinnam』             | 受賞       | [ 27 ]        |
| 1995年                            | 特別賞                                  | 『Pasumpon』                    | 受賞       | [ 28 ]        |
| 1995年                            | 特別賞                                  | 『Rani Maharaani』              | 受賞       | [ 28 ]        |
| ナンディ賞                        |                                         |                                 |            |               |
| 1987年                            | 助演女優賞                              | 『Karthika Pournami』           | 受賞       | [ 29 ]        |
| 1999年                            | 助演女優賞                              | 『Prema Katha』                 | 受賞       | [ 29 ]        |
| アーナンダ・ヴィカタン映画賞      |                                         |                                 |            |               |
| 2020年                            | コメディ女優賞                          | 『Market Raja MBBS』            | ノミネート |               |
| シネマ・エクスプレス賞            |                                         |                                 |            |               |
| 1987年                            | テルグ語映画部門主演女優賞              | 『Swathi Muthyam』              | 受賞       |               |
| 1989年                            | タミル語映画部門主演女優賞              | 『Paasa Paravaigal』            | 受賞       | [ 30 ]        |
| 1989年                            | タミル語映画部門主演女優賞              | 『Poonthotta Kaavalkaaran』     | 受賞       | [ 30 ]        |
| 1994年                            | タミル語映画部門主演女優賞              | 『Kizhakku Cheemayile』         | 受賞       | [ 31 ]        |